# Giustino Menescardi
Giustino Menescardi (Milano?, 1720 circa – Venezia, dopo il 1779) è stato un pittore italiano.

## Biografia e opere

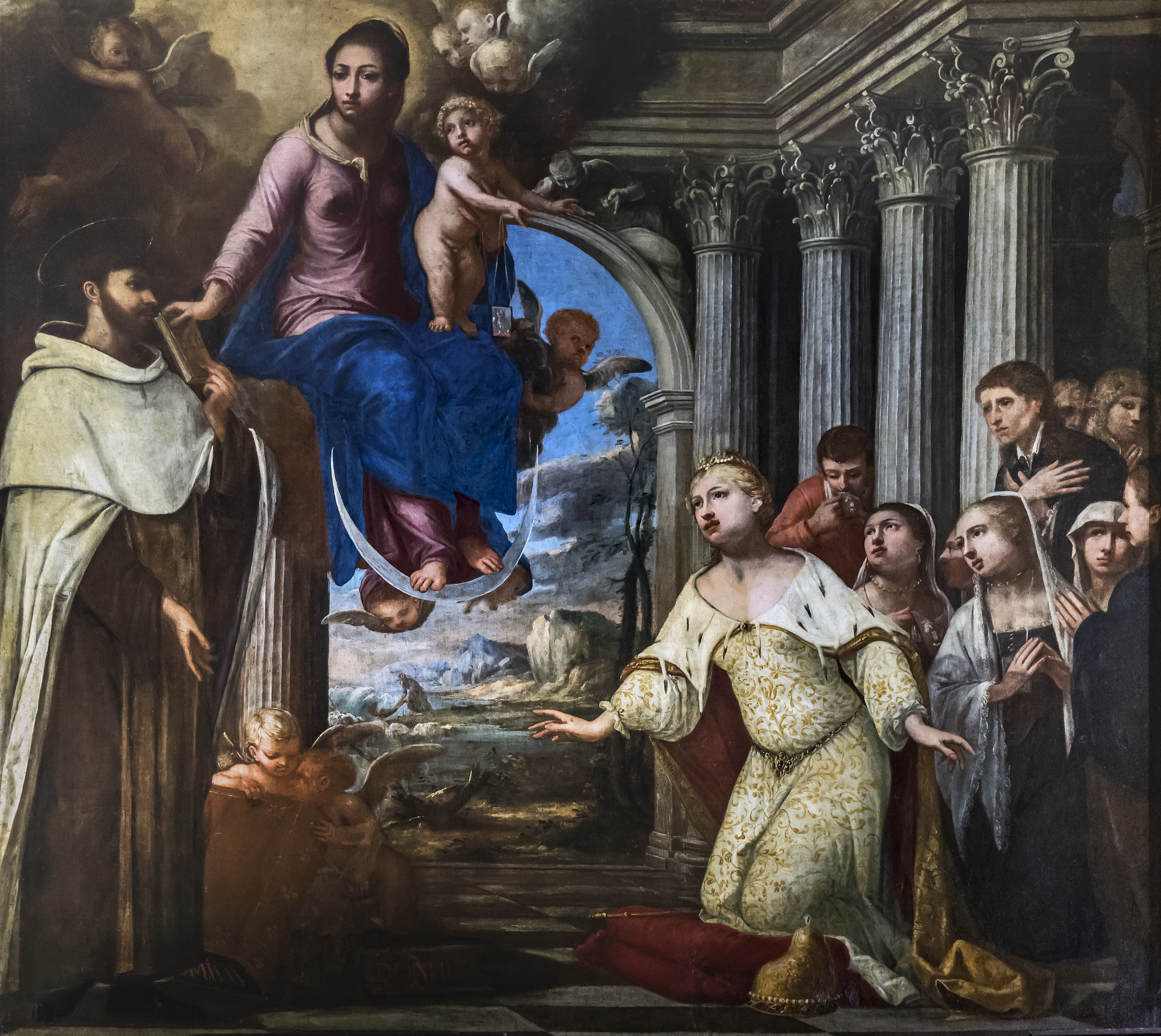
Allegoria di Venezia nell'abito del doge davanti alla Vergine Scuola Grande dei Carmini

Pittore la cui attività è documentata nel periodo compreso tra il 1751 e il 1776, risulta in questi anni iscritto alla Fraglia pittorica di Venezia. Tra i suoi lavori, nel 1765 la decorazione del primo teatro d'opera di San Cassiano. Fu coinvolto nell'opera di decorazione del Palazzo Ducale di Venezia: operò nella Sala dello Scudo, ove dipinse quattro mappe chiamate L'Africa dallo stretto di Gibilterra all'Arabia, L'Italia e l'Europa Orientale, L'Asia Orientale con i viaggi di Marco Polo e di altri illustri viaggiatori veneziani e Le regioni dell'Asia minore fino all'Indo. Ha partecipato inoltre alla decorazione della Scuola Grande dei Carmini, realizzando La Vergine appare al profeta Elia sul monte Carmelo e otto ovali con sibille sul soffitto della sala dell'Archivio, altri otto ovali nella sala dell'Albergo, nonché alcune grandi tele parietali (L'offerta di Abigal e Il martirio dei Maccabei).
Grande influenza nel suo stile ebbe Giambattista Tiepolo.